# Sóskút
Sóskút je vas na Madžarskem, ki upravno spada pod podregijo Váli Županije Fejér.